# Siamo tutti soli (antologia)
Siamo tutti soli (You're All Alone) è una raccolta di racconti horror dello scrittore statunitense Fritz Leiber, tutti originariamente pubblicati su rivista.
Fu pubblicata per la prima volta negli Stati Uniti da Ace Books nel 1972, ed è stata tradotta in italiano da Longanesi in Fantapocket 28 nel 1978.

## Contenuto
Si segnala che il romanzo Siamo tutti soli è la stesura breve di un intreccio di cui Leiber ha realizzato anche una versione lunga edita direttamente in volume, intitolata Scacco al tempo (The Sinful Ones). La traduzione italiana è a cura di  Laura Brighenti. 
- Siamo tutti soli (You're All Alone), Fantastic Adventures luglio 1950.
- "Quattro spettri in Amleto" ("Four Ghosts in Hamlet"), The Magazine of Fantasy and Science Fiction gennaio 1965.[1]

- "La creatura dagli abissi di Cleveland" ("The Creature from Cleveland Depths"), Galaxy Magazine dicembre 1962.[2]